# East Honolulu, Hawaii
East Honolulu är en ort (CDP) i Honolulu County, i delstaten Hawaii, USA. Enligt United States Census Bureau har orten en folkmängd på 49 914 invånare (2010) och en landarea på 59,6 km².